# Río Lacramarca
El río Lacramarca es un río corto estacional de la costa peruana que desemboca en la Bahía Ferrol, donde sus infiltraciones forma el humedal conocido como los pantanos de Villa María. En sus cercanías se asientan las ciudades de Chimbote y Nuevo Chimbote.
El río Lacramarca nace en la parte occidental de la Cordillera Negra en los Andes de Áncash.